# 黑腺鄂报春
黑腺鄂报春（学名：Primula obconica sp. nigroglandulosa）为报春花科报春花属下的一个亚种。

## 扩展阅读
- 維基物種上的相關：黑腺鄂报春